# Tercera batalla de Nola
|  | No s'ha de confondre amb Primera batalla de Nola o Segona batalla de Nola. |

La tercera batalla de Nola fou un enfrontament que tingué lloc el 214 aC en el marc de la Segona Guerra Púnica, entre les forces de Cartago i la República Romana. Hanníbal es dirigí cap a Nola amb la intenció de rendir la ciutat, després d'intentar-ho sense èxit els dos anys anteriors. Un cop més, Marc Claudi Marcel III rebutjà el seu atac.

## Preludi
Després de la batalla de Cannes i la gran derrota que patiren els romans, moltes ciutats itàliques veieren l'oportunitat de passar-se de bàndol i alliberar-se així del domini de Roma. En el cas Nola, però, el Senat de la ciutat seguí fidel a Roma i Marc Claudi Marcel III aconseguí rebutjar des de la ciutat els atacs d'Hanníbal el 216 aC i el 215 aC (Primera Batalla de Nola i Segona Batalla de Nola). A més, el 216 aC ordenà l'execució per traïció de 70 ciutadans, de manera que la ciutat continuà sota poder romà.
Malgrat tot, el 214 aC alguns ciutadans encara confiaven a rebel·lar-se contra Roma amb l'ajuda d'Hanníbal i amb aquest fi li enviaren nous missatgers per establir un nou pacte.
Quan Marcel fou coneixedor d'aquest nou intent de traïció, va avançar a marxes forçades des de Cales a Suessula i l'endemà entrava a Nola amb 6.000 legionaris i 300 genets. Hanníbal per la seva part, fou menys entusiasta en les seves preparacions, doncs ja havia fallat en el mateix propòsit dues vegades.

## Batalla
Marcel va sortir amb el seu exèrcit disposat a trobar Hanníbal, enviant a Gai Claudi Neró al davant de la cavalleria perquè avances durant la nit fins a arribar a la rereguarda de l'enemic. Les ordres de Claudi Neró eren seguir l'avanç cartaginès sense ser vist i atacar tan bon punt comencés la batalla. Però Claudi Neró no va ser capaç de trobar les forces enemigues, malgrat estar nit i dia cavalcant.
Marcel, que havia ordenat atacar els púnics, aviat s'adonà que la cavalleria no apareixia per enlloc, desbaratant els seus plans, així que malgrat que els cartaginesos començaven a retirar-se, ordenà que no se'ls perseguís i tornà a la ciutat. Quan finalment aparegué Neró, el consol el va castigar severament.

## Fets posteriors
L'endemà, els romans sortiren de nou al camp de batalla, però Hanníbal, sense esperances de capturar la ciutat, renuncià i marxà cap a Tàrent. Marc Claudi Marcel l'havia derrotat fins a tres vegades en els seus intents de capturar la ciutat. Malgrat tot, Hanníbal trobaria la seva venjança anys més tard, el 208 aC, quan els seus homes sorprengueren al cònsol en una missió de reconeixement entre Venúsia i Bàntia i li donaren mort.